# Гисланцони, Антонио
Антонио Гисланцони (Гизланцо́ни; итал. Antonio Ghislanzoni; 25 ноября 1824, Лекко — 16 июня 1893, Бергамо) — итальянский прозаик, журналист и либреттист, наиболее известный как автор либретто оперы Джузеппе Верди «Аида» (1870).

## Биография
Был исключён из гимназии за дурное поведение, затем учился на медицинском факультете университета в Павии, но курса не окончил. Некоторое время пел на оперной сцене. В 1848 году под влиянием Джузеппе Мадзини издавал в Милане газету, пропагандировавшую республиканские идеи, затем вынужден был эмигрировать в Швейцарию, в дальнейшем был арестован в Риме.
В 1850-е годы, вернувшись в Милан, изменил направление журналистской активности в сторону музыки, возглавлял издания Italia musicale и, в 1866—1871 годах, Gazzetta musicale di Milano. С середины 1860-х годов полностью переключился на сочинительство. Опубликовал ряд романов, из которых наиболее известен описывающий театральную жизнь роман «Артисты театра» (итал. Gli artisti da teatro; 1865). Написал около 85 оперных либретто — помимо «Аиды», наиболее известны вторая редакция либретто оперы Верди «Сила судьбы» (1869), «Эдме» Альфредо Каталани (1866) и «Литовцы» Амилькаре Понкьелли (1874).